# 31e cérémonie des prix Génie
La 31e cérémonie des Prix Génie s'est déroulée le 10 mars 2011 pour récompenser les films sortis en 2010. Les nominations ont été annoncées le 2 février 2011. La soirée est animée par William Shatner.

## Palmarès

### Meilleur film
- Incendies
  - 10 ½
  - Les Amours imaginaires
  - Le Monde de Barney
  - Splice

### Meilleur réalisateur
- Denis Villeneuve, Incendies
  - Xavier Dolan, Les Amours imaginaires
  - Richard J. Lewis, Le Monde de Barney
  - Vincenzo Natali, Splice
  - Podz, 10 ½

### Meilleur acteur
- Paul Giamatti, Le Monde de Barney
  - Jay Baruchel, The Trotsky
  - Robert Naylor, 10 ½
  - Timothy Olyphant, High Life
  - François Papineau, Route 132

### Meilleure actrice
- Lubna Azabal, Incendies
  - Tatiana Maslany, Grown Up Movie Star
  - Molly Parker, Trigger
  - Rosamund Pike, Le Monde de Barney
  - Tracy Wright, Trigger

### Meilleur acteur dans un second rôle
- Dustin Hoffman, Le Monde de Barney
  - Martin Dubreuil, 10 ½
  - Alexis Martin, Route 132
  - Callum Keith Rennie, Gunless
  - Rossif Sutherland, High Life

### Meilleure actrice dans un second rôle
- Minnie Driver, Le Monde de Barney
  - Sonja Bennett, Cole
  - Anne-Élisabeth Bossé, Les Amours imaginaires
  - Terra Hazelton, FUBAR 2
  - Mary Walsh, Crackie

### Meilleur scénario original
- Jacob Tierney, The Trotsky
  - Louis Bélanger et Alexis Martin, Route 132
  - Claude Lalonde, 10 ½
  - Adriana Maggs, Grown Up Movie Star
  - Peter Stebbings, Defendor

### Meilleure adaptation
- Denis Villeneuve, Incendies
  - Michael Konyves, Le Monde de Barney
  - Lee MacDougall, High Life
  - Vic Sarin, Dennis Foon et Catherine Spear, A Shine of Rainbows
  - Patrick Senécal, Les Sept Jours du talion

### Meilleur court-métrage dramatique
- Savage
  - File Under Miscellaneous
  - Marius Borodine
  - Out in That Deep Blue Sea
  - Vapor

### Meilleur court métrage d'animation
- Theodore Ushev et Marc Bertrand, Lipsett Diaries (en)
  - Claude Cloutier et Marc Bertrand, La Tranchée (The Trenches)'

### Meilleure direction artistique
- Claude Paré et Élise de Blois, Le Monde de Barney
  - Gilles Aird, 10 ½
  - André Line Beauparlant, Incendies
  - Arv Greywal, Resident Evil: Afterlife
  - Myron Hyrak, FUBAR 2

### Meilleure photographie
- André Turpin, Incendies
  - Bernard Couture, 10 ½
  - Ronald Plante, Piché, entre ciel et terre
  - Claudine Sauvé, The Wild Hunt
  - Stéphanie Weber-Biron, Les Amours imaginaires

### Meilleurs costumes
- Nicoletta Massone, Le Monde de Barney
  - Denise Cronenberg, Resident Evil: Afterlife
  - Mario Davignon, The Trotsky
  - Patricia McNeil, The Wild Hunt
  - Beverly Wowchuk, Gunless

### Meilleur montage
- Monique Dartonne, Incendies
  - Michele Conroy, Splice
  - Matthew Hannam, Trigger
  - Valérie Héroux, 10 ½
  - Yvann Thibaudeau, Piché, entre ciel et terre

### Meilleur son
- Jean Umansky et Jean-Pierre Laforce, Incendies
- Christian Cooke et Steve Moore, Defendor
- Leon Johnson, Stephan Carrier et Kirk Lynds, High Life
- Michel Lecoufle, Daniel Bisson, Luc Boudrias et Jean-Charles Desjardins, Les Sept Jours du talion
- John Thomson, Andrew Stirk, Andrew Tay et Mark Zsifkovits, Resident Evil: Afterlife

### Meilleur montage sonore
- Sylvain Bellemare, Simon Meilleur et Claire Pochon, Incendies
  - Pierre-Jules Audet, Michelle Cloutier, Natalie Fleurant et Nicolas Gagnon, Les Sept Jours du talion
  - Stephen Barden, Steve Baine, Kevin Banks, Alex Bullick et Jill Purdy, Resident Evil: Afterlife
  - Mark Gingras, Tom Bjelic, Katrijn Halliday, Dale Lennon et John Smith, Defendor
  - Dave Rose et David McCallum, Splice

### Meilleure musique
- Pasquale Catalano, Le Monde de Barney
  - Brendan Canning, Trigger
  - Jon Goldsmith, High Life
  - Keegan Jessamy et Bryce Mitchell, At Home by Myself...With You
  - Sook-Yin Lee, Buck 65 et Adam Litovitz, Year of the Carnivore

### Meilleure chanson
- Mary Milne, "Already Gone" (The Trotsky)
  - Buck 65, "What's Wrong with That?" (Year of the Carnivore)
  - Cherie Pyne, "Tender Steps" (Crackie)
  - Mark Sasso, Casey Laforet et Stephen Pitkin, "West End Sky" (Grown Up Movie Star)
  - Paul Spence, "There's No Place Like Christmas" (FUBAR 2)

### Meilleur documentaire
- Last Train Home
  - La Belle Visite
  - In the Name of the Family
  - Leave Them Laughing
  - You Don't Like the Truth: Four Days Inside Guantanamo

### Meilleur maquillage
- Adrien Morot et Micheline Trépanier, Le Monde de Barney
  - Kathryn Casault, Incendies
  - Paul Jones, Leslie Sebert et Vincent Sullivan, Resident Evil: Afterlife
  - Hélène-Manon Poudrette, The Wild Hunt
  - Marlène Rouleau et C.J. Goldman, Les Sept Jours du talion

### Prix spéciaux
- Prix Claude Jutra:

Jephté Bastien, Sortie 67
- Prix Bobine d'Or: Resident Evil: Afterlife